# Dithyrambe (Gade)
Dithyrambe is een compositie van Niels Gade. Gade schreef het werk rond de tijd dat hij ook werkte aan zijn doorbraakwerk Efterklange af Ossian, zijn opus 1. De Deense componist droeg het werk op aan Johann Kreisler, een fictieve concertmeester/componist ooit bedacht door E.T.A. Hoffmann. Diezelfde Kreisler werd later “gebruikt” door Gades vriend Robert Schumann in diens Kreisleriana. Het werk bevat de muzikale handtekening van de componist in de notensequentie G-A-D-E. Het werk werd alleen in manuscriptvorm bewaard.